# 阿佐海岸鉄道DMV93形気動車

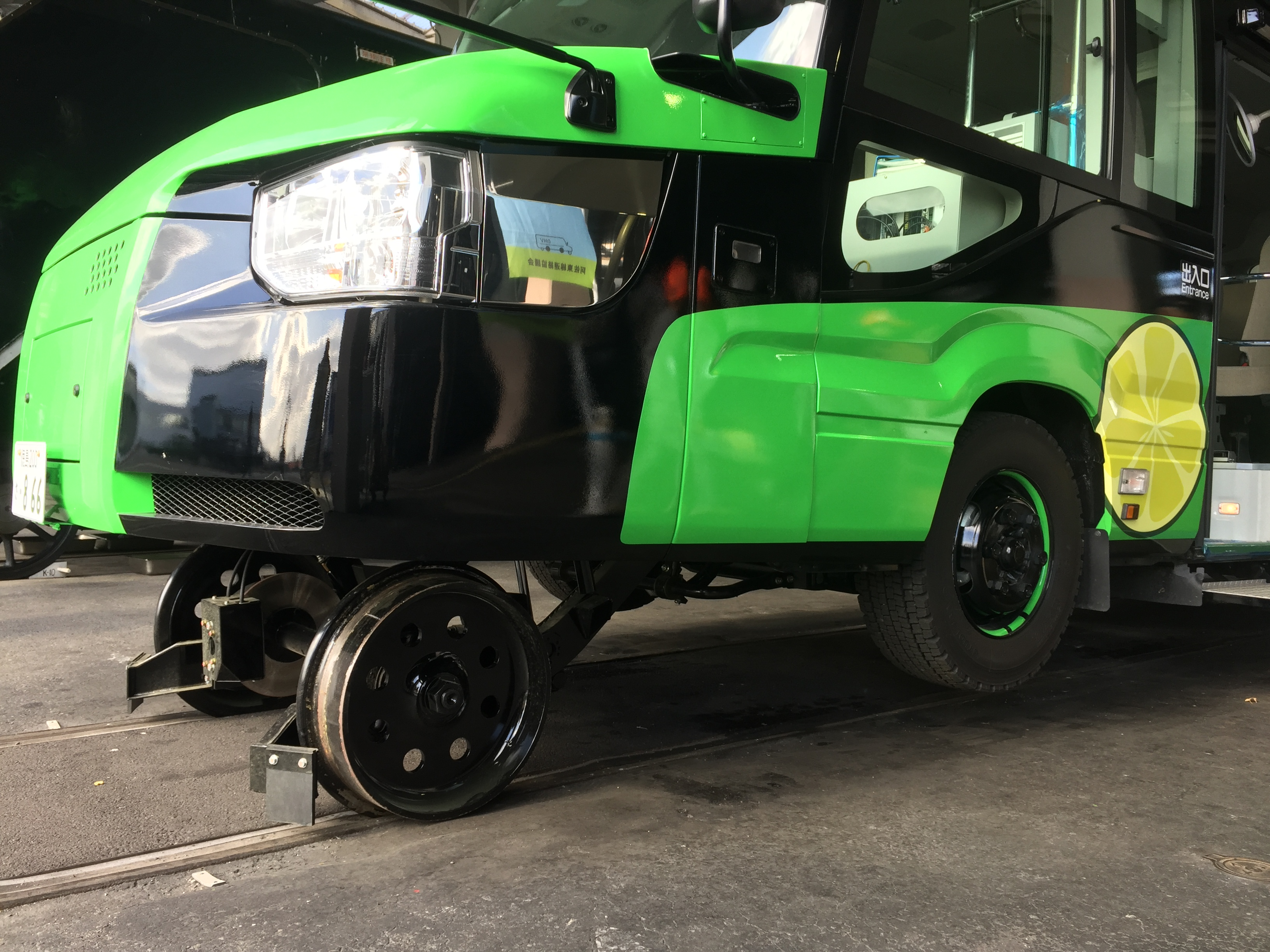
鉄道モードのDMV932の前輪付近

阿佐海岸鉄道DMV93形気動車（あさかいがんてつどうDMV93がたきどうしゃ）は、2019年（平成31年/令和元年）に製作された阿佐海岸鉄道の車両。世界初の実用デュアル・モード・ビークルである。

## 導入の経緯
阿佐海岸鉄道阿佐東線においては、1992年の開業以来、ASA-100形、ASA-300形等の気動車を運用していたが、沿線地域の過疎化、少子化が進んだことで、定期券発売数は2018年には開業時の2パーセントまで落ち込み、ラッシュ時に100名以上乗車できる気動車では需要に対して過大な輸送力を持て余すこととなった。そこで、DMVを導入することで、ランニングコストの削減、室戸岬への観光輸送、DMVによる世界初の車両自体を観光資源化、高齢化が進む沿線地域の交通潤滑化、また、近い将来起こると予想される南海トラフ巨大地震からの迅速な復旧を、道路と鉄道を組み合わせるDMVを利用することで加速することなど、多くの利点が考えられている。

## 構造

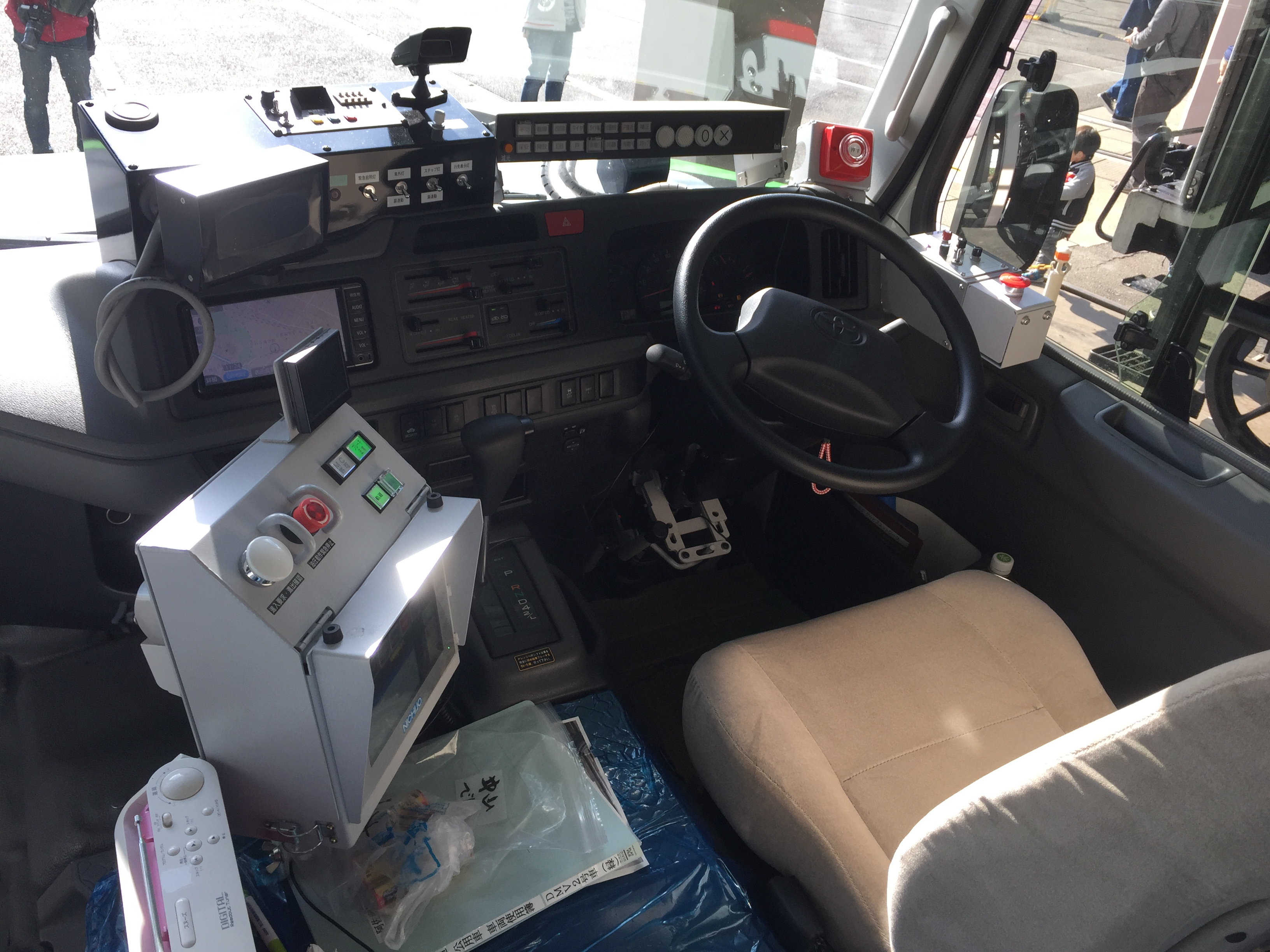
DMVの運転席

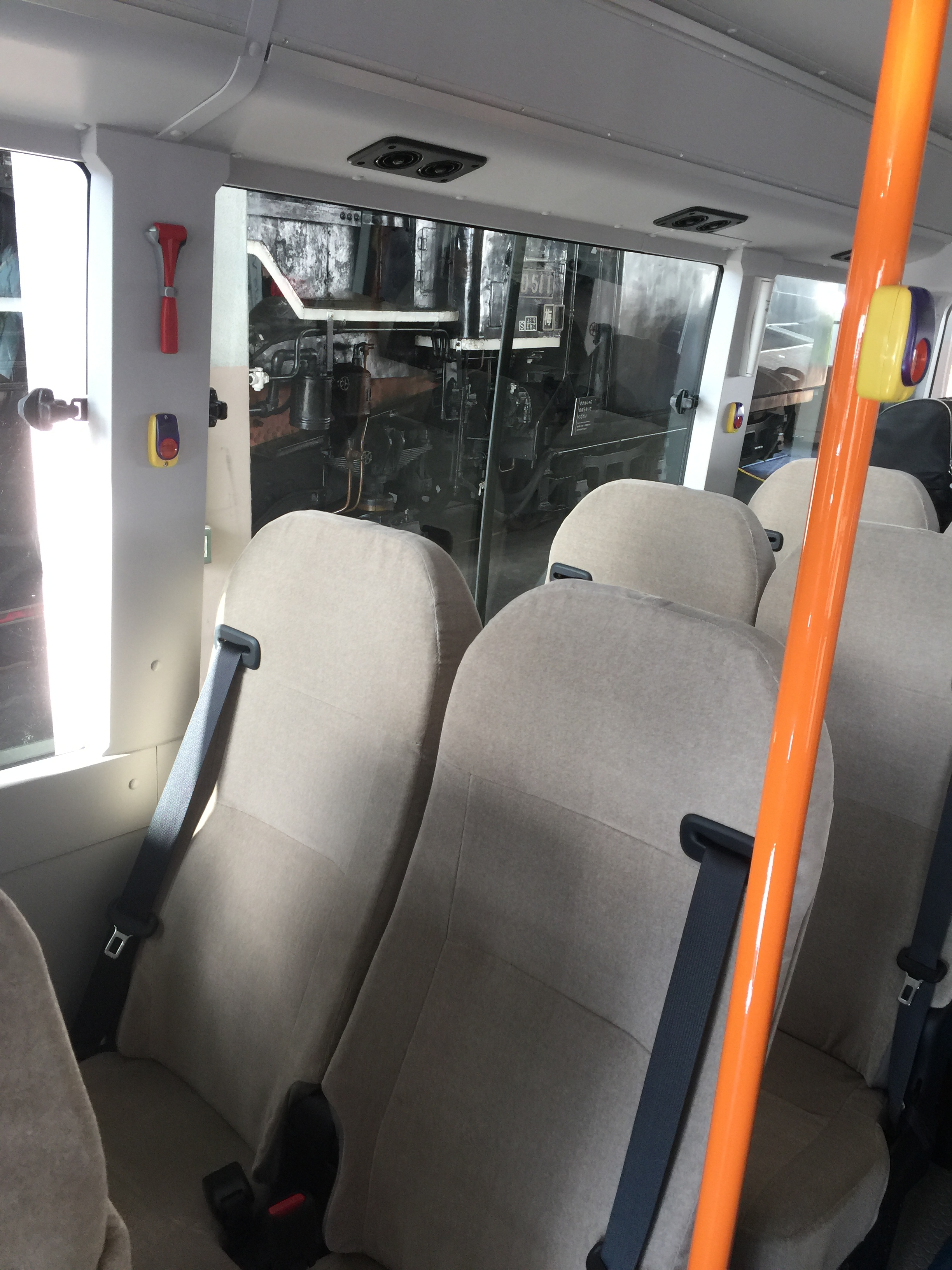
DMVの内装(右側)

トヨタ自動車製のマイクロバス「コースター」（4代目・XZB70型、2018年6月マイナーチェンジモデル）ロングボディーをベースとして、日野エンジニアリングアネックスがシャーシ・フレームの補強、サスペンションの改造、東京特殊車体がワンマンバス化、車内の不燃化改造、NICHIJOが軌陸装置の設置を担当した。
ベースとなったコースターの車体を生かし、車内にはシートベルト付きの座席と握り棒が設けられ、通常の路線バスのように降車ボタンも設置されている。運転席横の助手席には運行補助や、車輪のモードチェンジに使用する機器が置かれているため、乗客の利用は不可能。乗車駅を証明する整理券発行機と料金箱は搭載されているが、両替機はスペースの問題から設置されていない。また、通常のディーゼルカーよりも床面が低く、車体幅も小さいため、乗降時にはステップが展開されてホームとの隙間を小さくする。ボンネット部分には鉄道モードで使用する前輪が収納されており、その分だけ元となったコースターより1.07メートル長くなっている。バスとしてのゴムタイヤは、バスモードの際にはフロント・リア共に通常のバスと同様に走行に供され、鉄道モードの際には鉄輪によりレールに沿って進むため、フロントタイヤは浮き上がらせており、ハンドル操作も必要としない。リアタイヤは、鉄道モードにおいても駆動輪として利用され、レールの上で推進力を伝える。リアタイヤの後ろにも鉄道車輪があるが、これはレールから車両が落ちないようにするためのガイドであり、推進力は持たない。

## 各車両の相違点
3両各車に使われている青、緑、赤の三色は、ASA-100形で利用されていたカラーリングを基にしている。公道を走る為、全車両にナンバープレートを付けている。試験走行中は自家用自動車扱いの白ナンバーだったが、開業を前に事業用自動車の緑ナンバーに付け替え、さらに開業時点では希望ナンバー（徳島県版図柄入りナンバープレート）に付け替えている。

### 1号車(DMV931)
- ナンバー：徳島200 さ 862 → 徳島200 あ 184 → 徳島230 あ 931
- 車体色：青
- 愛称：「未来への波乗り」
- 宍喰駅の「イセエビ駅長」が、阿佐東地域で盛んなサーフィンにチャレンジしている姿が青い車体に描かれている。

### 2号車(DMV932)
- ナンバー：徳島200 さ 866 → 徳島200 あ 183 → 徳島230 あ 932
- 車体色：緑
- 愛称：「すだちの風」
- 徳島県名産のスダチの果実と葉、徳島県の鳥であるしらさぎが風に舞う姿が緑の車体に描かれている。

### 3号車(DMV933)
- ナンバー：徳島200 さ 867 → 徳島200 あ 182 → 徳島230 あ 933
- 車体色：赤
- 愛称：「阿佐海岸維新」
- 高知県の著名人・革命児である坂本龍馬と、南国である土佐の輝く太陽が赤い車体に描かれている。革新的な乗り物であるDMVで交通に維新を起こすさまをイメージしている。

## 沿革
- 2019年（平成31年/令和元年）
  - 2月：1号車(DMV931)が落成[3]。
  - 3月9日：宍喰駅にて落成した1号車を公開[9]。
  - 9月：2号車(DMV932)、3号車(DMV933)が落成[3]。
  - 10月5日：徳島県海部郡海陽町の阿波海南文化村と高知県安芸郡東洋町の海の駅東洋町にて、DMV3両落成記念イベントが開催され、1号車・2号車・3号車の全車両が公開[10]。
  - 11月30日 - 12月22日：2号車「すだちの風」が京都鉄道博物館にて展示され、モードチェンジ等を披露した[11]。
- 2020年（令和2年）12月15日：阿佐東線にて、本形式での初めて「オンレール試験」を開始[12]。
- 2021年（令和3年）
  - 1月20日：本形式の「性能試験」が始まり、初日限定で報道関係者と海陽町・東洋町在住の一般住民向けに阿波海南駅・海部駅・宍喰駅・甲浦駅で公開[13][14][15][16]。
  - 6月25日：国土交通省でのDMVの技術評価検討会において、前輪を支える部品に補強が必要との指摘を受け、DMV全車両の当該部品を補強した上で再試験となった。これにより運行開始が2021年夏頃からさらに数ヶ月遅れる見通しとなった[17]。
  - 12月25日：営業運転開始[5][18]。

## ブルーリボン賞・ローレル賞での扱い
2021年選定のブルーリボン賞・ローレル賞の選考において、本形式は選考規定第5条の「2020年内に営業運転を開始していること」を満たしていないことから選考の対象外とし、また、営業開始しても鉄道モードでの走行距離10キロに対して道路上の走行距離40キロ程度と、選考規定第2条の「専ら鉄道事業または軌道事業に供されるもの」に当たらないことから、「鉄道車両」として含めないと明記している。